# Jyväskylän Jalkapalloklubi
Il Jyväskylän Jalkapalloklubi, noto anche come JJK, è una società calcistica finlandese con sede nella città di Jyväskylä. Fondata nel 1992, gioca le partite casalinghe all'Harjun stadion di Jyväskylä. Milita in Ykkönen, la terza serie del campionato finlandese di calcio.

## Storia
Il JJK è stato fondato nel 1992 dalla fusione di due squadre della città di Jyväskylä, il JYP-77 e il Jyväskylän Pallokerho, che giocavano entrambe in Kolmonen, la quarta serie del campionato finlandese di calcio. Nel 1993 alla prima stagione vinse il campionato di Kolmonen e venne promosso in terza serie, la Kakkonen. Nel 1995 arrivò anche la promozione in Ykkönen, la seconda serie, ma già nel 1998 ci fu la retrocessione in Kakkonen. Nel 2000 la società aveva puntato molto sul rilancio e sulla vittoria del campionato, ma l'andamento della squadra deluse le aspettative e alla fine della stagione ci fu un profondo rinnovamento societario. Il JJK vinse il suo girone di Kakkonen nel 2004, ma mancò la promozione in Ykkönen perdendo gli spareggi contro il Pallokerho-35. Nel 2006 all'ottava stagione consecutiva in Kakkonen arrivò la promozione diretta in Ykkönen, grazie alla vittoria del proprio girone. Dopo un terzo posto nel 2007, nel 2008 arrivò il primo posto in classifica in Ykkönen e la conseguente promozione diretta in Veikkausliiga.
Le prime due stagioni in Veikkausliiga videro il JJK lottare per la salvezza, conquistata con uno spareggio. Nel 2009 terminò il campionato al tredicesimo posto a pari punti con il RoPS, evitando la retrocessione diretta grazie a una migliore differenza reti, e nello spareggio promozione-retrocessione sconfisse il KPV. Anche nel 2010 terminò il campionato al tredicesimo posto e nello spareggio promozione-retrocessione sconfisse il Viikingit. Nello stesso anno raggiunse la finale di Liigacup, venendo sconfitto dall'Honka ai tiri di rigore. Nel 2011 il JJK disputò il suo miglior campionato, terminando la Veikkausliiga al terzo posto e conquistando l'accesso alla UEFA Europa League 2012-2013. Nella stagione successiva il JJK non seppe ripetere l'impresa dell'anno precedente, concludendo il campionato al nono posto. In Europa League partì sin dal primo turno preliminare, affrontando i norvegesi dello Stabæk. Il JJK vinse la gara di andata in casa per 2-0 e perse la gara di ritorno per 3-2, riuscendo però a superare il turno. Nel secondo turno affrontò i montenegrini dello Zeta: vinse la gara di andata in casa per 3-2, ma perse la gara di ritorno per 1-0, venendo così eliminato per la regola dei gol fuori casa. Nella stagione 2013 il JJK concluse il campionato al dodicesimo ed ultimo posto con soli 22 punti conquistati in 33 gare, venendo così retrocesso in Ykkönen dopo cinque stagioni consecutive in massima serie. Al termine della stagione 2016 ha vinto il campionato di Ykkönen, venendo così promosso in Veikkausliiga. La permanenza in massima serie è durata per una sola stagione, al termine della quale è retrocesso in Ykkönen. Anche la stagione 2018 è stata conclusa con una retrocessione, questa volta in Kakkonen. Tuttavia, nel febbraio 2019, a causa di problemi economici, la JJK Keski-Suomi Oy, società che gestiva la squadra, è stata costretta a chiudere le proprie attività. La gestione della squadra è stata passata alla società JJK Jyväskylä ry, ripartendo dal campionato di Kolmonen, quarta serie nazionale, nel girone Keski-Suomi, nel quale militava la squadra giovanile.

## Allenatori
- 1994-1995  Markku Kekäläinen, Ilkka Hyvärinen
- 1996  Markku Kekäläinen, Anssi Leino
- 1997  Esa Kuusisto
- 1998  Boguslav Hajdas
- 1999  Juha-Pekka Nuutinen
- 2000  Heikki Nurmi
- 2001-2002  Matti Lahtinen
- 2003-2005  Ari Kautto
- 2005  Markku Kekäläinen
- 2006-2009  Ville Priha
- 2010-2013  Kari Martonen
- 2013-2018  Juha Pasoja
- 2018  Mikko Manninen, Janne Korhonen
- 2019-  Basam Elfadl

## Palmarès

### Competizioni nazionali
- Ykkönen: 2

2008, 2016
- Kakkonen: 2

2004, 2006

### Altri piazzamenti
- Campionato finlandese:

Terzo posto: 2011
- Suomen Cup:

Semifinalista: 2013
- Liigacup:

Finalista: 2010
Semifinalista: 2011, 2013
- Ykkönen:

Terzo posto: 2007

## Statistiche e record

### Partecipazione ai campionati
| Livello | Categoria     | Partecipazioni | Debutto | Ultima stagione | Totale |
| ------- | ------------- | -------------- | ------- | --------------- | ------ |
| 1º      | Veikkausliiga | 6              | 2009    | 2017            | 6      |
| 2º      | Ykkönen       | 9              | 1996    | 2018            | 9      |
| 3º      | Kakkonen      | 10             | 1994    | 2006            | 10     |
| 4º      | Kolmonen      | 2              | 1993    | 2019            | 2      |